# Leichtathletik-Weltmeisterschaften 2019/Medaillenspiegel
Medaillenspiegel der Leichtathletik-Weltmeisterschaften 2019 in Doha.
Die Platzierungen sind nach der Anzahl der gewonnenen Goldmedaillen sortiert, gefolgt von der Anzahl der Silber- und Bronzemedaillen (lexikographische Ordnung). Weisen zwei oder mehr Länder eine identische Medaillenbilanz auf, werden sie alphabetisch geordnet auf dem gleichen Rang geführt.
| Medaillenspiegel (Endstand nach 49 Entscheidungen) | Medaillenspiegel (Endstand nach 49 Entscheidungen) | Medaillenspiegel (Endstand nach 49 Entscheidungen) | Medaillenspiegel (Endstand nach 49 Entscheidungen) | Medaillenspiegel (Endstand nach 49 Entscheidungen) | Medaillenspiegel (Endstand nach 49 Entscheidungen) |
| Platz                                              | Land                                               | Gold                                               | Silber                                             | Bronze                                             | Gesamt                                             |
| -------------------------------------------------- | -------------------------------------------------- | -------------------------------------------------- | -------------------------------------------------- | -------------------------------------------------- | -------------------------------------------------- |
| 1                                                  | USA                                                | 14                                                 | 11                                                 | 4                                                  | 29                                                 |
| 2                                                  | Kenia                                              | 5                                                  | 2                                                  | 4                                                  | 11                                                 |
| 3                                                  | Jamaika                                            | 3                                                  | 5                                                  | 4                                                  | 12                                                 |
| 4                                                  | China                                              | 3                                                  | 3                                                  | 3                                                  | 9                                                  |
| 5                                                  | Äthiopien                                          | 2                                                  | 5                                                  | 1                                                  | 8                                                  |
| 6                                                  | Authorised Neutral Athletes                        | 2                                                  | 3                                                  | 1                                                  | 6                                                  |
| 7                                                  | Großbritannien                                     | 2                                                  | 3                                                  | –                                                  | 5                                                  |
| 8                                                  | Deutschland                                        | 2                                                  | –                                                  | 4                                                  | 6                                                  |
| 9                                                  | Japan                                              | 2                                                  | –                                                  | 1                                                  | 3                                                  |
| 10                                                 | Niederlande                                        | 2                                                  | –                                                  | –                                                  | 2                                                  |
|                                                    | Uganda                                             | 2                                                  | –                                                  | –                                                  | 2                                                  |
| 12                                                 | Polen                                              | 1                                                  | 2                                                  | 3                                                  | 6                                                  |
| 13                                                 | Bahrain                                            | 1                                                  | 1                                                  | 1                                                  | 3                                                  |
|                                                    | Kuba                                               | 1                                                  | 1                                                  | 1                                                  | 3                                                  |
|                                                    | Schweden                                           | 1                                                  | 1                                                  | 1                                                  | 3                                                  |
| 16                                                 | Bahamas                                            | 1                                                  | 1                                                  | –                                                  | 2                                                  |
| 17                                                 | Katar                                              | 1                                                  | –                                                  | 1                                                  | 2                                                  |
| 18                                                 | Australien                                         | 1                                                  | –                                                  | –                                                  | 1                                                  |
|                                                    | Grenada                                            | 1                                                  | –                                                  | –                                                  | 1                                                  |
|                                                    | Norwegen                                           | 1                                                  | –                                                  | –                                                  | 1                                                  |
|                                                    | Venezuela                                          | 1                                                  | –                                                  | –                                                  | 1                                                  |
| 22                                                 | Estland                                            | –                                                  | 2                                                  | –                                                  | 2                                                  |
|                                                    | Ukraine                                            | –                                                  | 2                                                  | –                                                  | 2                                                  |
| 24                                                 | Kanada                                             | –                                                  | 1                                                  | 4                                                  | 5                                                  |
| 25                                                 | Belgien                                            | –                                                  | 1                                                  | 1                                                  | 2                                                  |
|                                                    | Frankreich                                         | –                                                  | 1                                                  | 1                                                  | 2                                                  |
|                                                    | Kolumbien                                          | –                                                  | 1                                                  | 1                                                  | 2                                                  |
| 28                                                 | Algerien                                           | –                                                  | 1                                                  | –                                                  | 1                                                  |
|                                                    | Bosnien und Herzegowina                            | –                                                  | 1                                                  | –                                                  | 1                                                  |
|                                                    | Portugal                                           | –                                                  | 1                                                  | –                                                  | 1                                                  |
| 31                                                 | Österreich                                         | –                                                  | –                                                  | 2                                                  | 2                                                  |
| 32                                                 | Burkina Faso                                       | –                                                  | –                                                  | 1                                                  | 1                                                  |
|                                                    | Ecuador                                            | –                                                  | –                                                  | 1                                                  | 1                                                  |
|                                                    | Elfenbeinküste                                     | –                                                  | –                                                  | 1                                                  | 1                                                  |
|                                                    | Griechenland                                       | –                                                  | –                                                  | 1                                                  | 1                                                  |
|                                                    | Italien                                            | –                                                  | –                                                  | 1                                                  | 1                                                  |
|                                                    | Kroatien                                           | –                                                  | –                                                  | 1                                                  | 1                                                  |
|                                                    | Marokko                                            | –                                                  | –                                                  | 1                                                  | 1                                                  |
|                                                    | Namibia                                            | –                                                  | –                                                  | 1                                                  | 1                                                  |
|                                                    | Neuseeland                                         | –                                                  | –                                                  | 1                                                  | 1                                                  |
|                                                    | Nigeria                                            | –                                                  | –                                                  | 1                                                  | 1                                                  |
|                                                    | Schweiz                                            | –                                                  | –                                                  | 1                                                  | 1                                                  |
|                                                    | Spanien                                            | –                                                  | –                                                  | 1                                                  | 1                                                  |
|                                                    | Ungarn                                             | –                                                  | –                                                  | 1                                                  | 1                                                  |
| Gesamt                                             | Gesamt                                             | 49                                                 | 49                                                 | 51                                                 | 149                                                |